# 皮利什亚斯村
皮利什亚斯村（匈牙利語：Pilisjászfalu）是匈牙利佩斯州所辖的一个村。总面积6.97平方公里，总人口1490，人口密度213.8人/平方公里（2011年1月1日）。